# 李景 (滑国公)
李景（6世紀—618年），字道兴，天水郡（今甘肃省天水市）人，隋朝时代軍人、政治人物。
李景骁勇善于骑射。参与北周灭北齐的战争，平定尉迟迥。在隋朝以军功封为滑国公。参加灭南陈、平定高智慧的战争。开皇十八年，随汉王杨谅东征高句丽。隋文帝死后，杨谅反对隋炀帝，李景随杨素参与平定汉王。後西征吐谷浑，东征高句丽。为右武卫大将军。他率军作战，虽然不以智谋见长，但勇猛敢战，很少有败绩。杨玄感叛乱，朝臣的子弟很多跟随，李景家人没人从逆。隋炀帝称他为李大将军，来表示敬重。隋朝末年孤军守北平郡，隋炀帝在江都被杀后，李景从柳城回幽州，途中被变民所杀。

## 延伸阅读
[在维基数据编辑]
 在维基文库阅读此作者作品
 《隋書·卷65》，出自魏徵《隋书》
 《北史·卷076》，出自李延壽《北史》